# Непобедимые
«Непобедимые» — первый в истории полнометражный художественный фильм о Великой Отечественной войне, кинематографисты «Ленфильма» начали полудокументальные съёмки осенью 1941 года в блокадном Ленинграде, а окончили снимать и смонтировали фильм уже в эвакуации.

О несгибаемой силе духа рабочих Ленинградского завода имени С. М. Кирова в период блокады Ленинграда. Несмотря на ежедневные бомбёжки, невероятный холод и отсутствие пищи, инженер Родионов упорно трудится над выпуском нового танка.

## Сюжет
Осень 1941 года. Вокруг Ленинграда сомкнулось кольцо блокады, линия фронта подходит к Колпино. Настя Ковалёва — молодой инженер Ижорского завода — с толпой беженцев уходит в Ленинград, но в заплечном мешке уносит не любимые платья, а свои чертежи — она идёт на Кировский завод, к когда-то предлагавшему ей работать вместе инженеру-конструктору Родионову. В трудные дни блокады, в невероятный холод и голод, когда линия фронта проходит уже вдоль забора завода, она будет скромно трудиться в конструкторском бюро. Особого подвига Настя не совершит — будет работать, сколько хватит сил, будет ждать с фронта близких, будет верить в победу <…>, но только с её незаметной помощью Родионов сможет наладить выпуск нового танка.

## В ролях
Мы сидим в бомбоубежище под большим павильоном «Ленфильма» и Михаил Блейман читает нам сценарий «Непобедимых». Мы — это небольшая группа людей в касках, собравшихся со студийных постов ПВО: Сергей Герасимов, Михаил Калатозов, Тамара Макарова, Яков Анцелович и директор студии Иван Глотов. Чтение прерывается — диктор сообщает: «Сброшены зажигалки, возникли пожары». Тут уж не до чтения — скорее во двор! Ярко горят на крыше два факела — как пиротехнические свечи. Это фашистские «зажигалки». Девушки-дружинницы сбрасывают их вниз — остаётся только быстро засыпать песком. Примерно так и начнётся фильм…
Однажды этот фильм мы показывали где-то на Урале, и в момент, когда на экране проходили ополченцы, вдруг закричала женщина — среди ополченцев она увидала мужа. Меня поразил её крик: «Володя!» Она подбежала к нам, стала расспрашивать. А что мы могли рассказать о солдатах? Где они сражались и погибали?..
| Актёр                                       | Роль                                                            |
| ------------------------------------------- | --------------------------------------------------------------- |
| Борис Бабочкин                              | Николай Петрович Родионов инженер-конструктор Кировского завода |
| Тамара Макарова                             | Настя Ковалёва инженер с Ижорского завода                       |
| Александр Хвыля                             | Дмитрий Пронин батальонный комиссар                             |
| Николай Черкасов-Сергеев                    | Родионов-отец                                                   |
| Пётр Алейников                              | Гриша шофёр, танкист                                            |
| Борис Блинов                                | Гриша Бондарец военмор                                          |
| Николай Дубинский                           | Власов                                                          |
| Н. Митрушенко                               | мальчик Серёжка                                                 |
| Эмма Макарова (племянница Тамары Макаровой) | девочка Аннушка                                                 |
| Василий Зайчиков                            | секретарь парткома                                              |
| Пётр Кириллов                               | Красношеев                                                      |
| Виктор Ключарёв                             | эпизод                                                          |
| Михаил Мухин                                | профессор                                                       |
| Валентина Телегина                          | дружинница                                                      |

В полудокументальных съёмках: рабочие завода, военнослужащие и ополченцы, жители Ленинграда.
Техника и оружие в фильме не просто настоящие — а действующие: зенитный пулемёт ДШК снимали, когда он нес боевую службу, ожидая налёта самолётов Люфтваффе, кинематографистам запретили передвигать его с боевой позиции, а бронепоезд с башнями от танка Т-34 снимали в ускоренном режиме — поезд уходил на фронт.
Особый интерес представляет кадр с танком КВ-1 — кинооператоры подстерегли его при выезде из цеха завода имени Кирова. Предположительно, это танк с заводским номером 5131 из 2-го танкового батальона 124-й танковой бригады — в бою 8 октября 1941 года он был подбит и эвакуирован на завод, и уже 12 октября отремонтированный танк вышел из ворот завода прямо на фронт.

## История
По словам режиссёра, идея фильма зародилась 13 июля 1941 года. Авторы сценария писали о том, что видели вокруг себя. Сценарий был окончен осенью — когда кольцо блокады уже замкнулось, сценарий вначале назывался «Ленинградская осень». Сергей Герасимов в воспоминаниях писал, что в отличие от других фильмов, где для создания сценария нужно вдохновение («настроить себя на надлежащий лад»), в этом случае обстановка создания сценария была иного психологического свойства:

Мы были участниками, а не свидетелями, наблюдающими события через форточку. Всё, что происходило «там», происходило «тут», а не «там». Мы ещё спорили о том, как можно подать материал, как завязать интригу и так далее, но чаще всего мы и это отбрасывали. Отбрасывали — и просто шли, исходя из событий своего собственного дня. Мы бывали постоянно на Кировском заводе. Вся история личных отношений — всё это рождалось из того, с чем все мы встречались. Люди знали, что есть одна жизнь — это война, другой жизни никакой быть не может. Так мы и повели своих героев. Мы как бы искали и находили в своих сценарных строках ответы на мучающие нас вопросы. Это касалось непосредственного бытия, сегодняшних обстоятельств жизни <…>, каждая строка становилась для нас самопознанием: что мы-то по поводу всего окружающего думаем и чувствуем? Отсюда родился целый ряд сцен.— режиссёр фильма Сергей Герасимов
18 октября директор «Ленфильма» издал приказ — приступить к постановке полнометражной кинокартины «Героическая оборона Ленинграда», затем уже прокатное название стало «Непобедимые».
Съёмки велись в Ленинграде, пока это позволяли условия, от случая к случаю, между бомбёжками, а позже и под артобстрелом, между работой членов съемочной группы по дежурству и тушению фашистских «зажигалок», но с эвакуацией в декабре студии «Ленфильм» в Алма-Ату работа была продолжена уже там — на киностудии ЦОКС.
Особое внимание авторы уделяли тому, чтобы картина не стала «просто как новый очередной плакат», и была реалистичной, поэтому в фильм не стали снимать сцены боевых действий:

Но в работе нам стало понятно: всякого рода бутафорский пафос этой картине не показан совершенно. Сейчас наши домодельные «фугасы», вся пиротехника вызывают у меня чувство отвращения. Не потому, что я такой уж убежденный пацифист и не перевариваю войны на экране, но потому, что реальная война, по сути говоря, не может быть изобразима пиротехническими баталиями. Истинный героизм, та сила духа, которую мы наблюдали в осажденном Ленинграде, не могли быть, по нашему мнению, переданы эффектами пиротехники.— режиссёр фильма Сергей Герасимов
Смонтирован фильм был уже в Алма-Ате осенью 1942 года, там прошла премьера, и так совпало, что в Ленинграде он был показан в январские дни триумфа города.

## Особенность изображения блокадного Ленинграда
В «Непобедимых» специально оговаривалось, что фильм повествует о первых месяцах блокады, а зрители воспринимали нашу картину как фильм о блокаде вообще. И, конечно, при таких обстоятельствах показанная в фильме жизнь ленинградцев выглядела облегчённой, приукрашенной, даже фальшивой.— Борис Бабочкин
Фильм подвергался критике за слабое изображение тяжести блокады и отсутствие сцен сражений. Однако такое изображение объяснимо — ленинградские кадры фильма были сняты осенью 1941 года — до блокадной зимы 1941—1942 года, до голода — и о том, что предстояло пережить ленинградцам, авторы фильма даже не предполагали. Но и то, что они видели — хотя изначально и планировали, не стали включать в фильм: например, в сентябре 1941 года, дежуря на крыше Дома кино на Невском 72, видели попадание бомбы в соседнее здание — больницу на Фонтанке.

В иных обстоятельствах, быть может, мы и не поскупились бы на подобные подробности для картины, и кто-нибудь назвал бы их сильными кадрами, яркими деталями и образами. В блокадном Ленинграде нам это не подходило, не это составляло для нас суть произведения, не это, а что-то совсем другое, даже прямо противоположное. Вот мне пришлось видеть, скажем, как грузовик зимой по Невскому проспекту, который представлял собой как бы деревенскую улицу, до второго этажа буквально занесённую снегом — так вот по этому пробитому в снегу тоннелю мчался грузовик, на нем лежали трупы, собранные на улицах города. Мерзлые трупы были уложены в кузов просто как дрова. И в этом не было цинизма, тогда в том ничего особенного не было. И, как распорки к дровам, два таких трупа были поставлены по краям, вертикально. Быстро неслась машина, и от кабины развевалась девичья коса — там высокая девушка была поставлена, она как бы сдерживала штабелем уложенные трупы. Это образ, который может, как кошмар, повторяться в течение всей последующей жизни, во сне это можно видеть, и вздрагивать и вскрикивать <…>. Мы всего этого ещё не видели, когда снимали «Непобедимых», — работа шла до наступления морозов, но у нас и в замысле был другой аспект реального Ленинграда. Мы не хотели людей пугать, мы должны были всей своей работой (так мы понимали) дать что- то живое живым. Трагические лики ленинградской блокады были у всех перед глазами, и нам даже не хотелось особенно это акцентировать, нам хотелось показать другое, что тоже было рядом <…>.— режиссёр фильма Сергей Герасимов
Режиссёр пояснил, что фильм снимался для зрителей, которые сами воюют, живут в блокаду, и знают о блокаде и войне всё и без фильма — и отметил разное отношение к картине в тылу и на фронте: ещё в эвакуации в Алма-Ате фильм при просмотре критиковался за отсутствие батальных сцен и излишний показ чувств в любовной линии, однако, в Ленинграде критика была прямо противоположная: «„А вам не кажется, дорогие, что вы тут что-то очень набаталили?“ и поставили в упрёк, что всё очень похоже, и страсти людские схожи, но под конец пальба, она не очень-то „по жизни“ похожа».
Центральная идея фильма, по словам режиссёра, — дать представление о том, что такое была блокада Ленинграда:

Самым удивительным было все-таки иное — невероятная сдержанность народа. Да, невероятная. То есть где-то там, в домах, грызли подушки, рыдали и бились на полу женщины, потерявшие детей и мужа. Но на улице я никогда не видел ничего подобного. Враги наши и такой факт могли зачесть нам в вину: что-де можно ждать от этой нечувствительной, совершенно инертной массы народа. Ведь они-де недочеловеки… Есть в фильме сцена, образное решение которой мне кажется очень верным. Это прямое изображение гнева, который иной раз поражал людей, в особенности женщин, потерявших своих близких. Я видел женщину, которая вот так, как позднее мы показали это в фильме, кричала гневно и страшно. Мы как раз были на Кировском заводе в это время. Там ополченцы уходили на передний край, им предстояло пройти примерно километр, чтобы вступить непосредственно в сражение. Женщина кричала им: «Бейте их, гадов! Бейте, уничтожайте их, сволочей!» — у неё были белые губы. Я никогда не забуду этот образ, образ самой действительности. Мы это включили в картину как прямое образное отражение, дающее представление о том, что такое была ленинградская блокада.
— режиссёр фильма Сергей Герасимов

## Значение в отечественном кинематографе
Фильм — первый художественный полнометражный фильм о Великой Отечественной войне, и, несмотря на недостатки, которые, учитывая условия съёмок, «объяснимы и, наверное, закономерны», как «первооткрыватель» темы оказал влияние на зарождения жанра, положив начало традиции отечественных фильмов о войне следовать

прочной духовной традицией, унаследованной от искусства времени грозовых лет. Утверждённое и освящённое тогда нравственное кредо — «лишь бы правде не во вред» (А. Твардовский) стало заветным и в кинематографе. Начиная с «Непобедимых» и «Подводной лодки Т-9» дала о себе знать родовая примета в самом совмещении художественного и документального, когда последнее являлось как бы мерилом истинности и правды первого.— журнал «Нева», орган Союза писателей СССР, 1984 год
Тем не менее историк кино Г. Д. Кремлёв указывал, что фильм делит звание первого фильма о войне с фильмом «Секретарь райкома» Ивана Пырьева, премьера которого официально прошла на два месяца раньше, и при этом указывал, что фильм «Секретарь райкома» более художественно завершённый.

## Критика
Критикой неоднократно отмечалось, что фильм ценен не сюжетом, и не документальными кадрами, а психологически точным и правдивым изображением блокады, событий, и характеров людей:

Вступительная надпись поясняла: «В картине отражены мысли и чувства ленинградцев в осенние месяцы 1941 г.» Война и производство властно продиктовали все сюжетные связи. Постановщики усложнили их, выбрав психологическую цель: они решили показать, как штатские становятся военными. Художников волновал слом в сознании человека, переход из одной эмоциональной среды в другую. Очень немногие задавались в те годы подобной целью.— киновед, кинокритик и историк кино Марк Ефимович Зак, 2004 год

Фильм оказался ближе более спокойному и аналитичному восприятию наших современников. Тогда критики заметили, что именно этим фильмом открывались многие темы, активно разрабатывавшиеся в послевоенных фильмах о войне, хотя бы тема, заявленная образом Родионова: война наносит трудноизлечимые травмы не только телам, но и душам людей.— киновед В. А. Кузнецова, журнал «Киноведческие записки», 2005 год
Причиной «полууспеха» фильма киновед В. А. Кузнецова видела в том, что фильм вышел на экраны, когда блокада была уже прорвана, и зрители хотели видеть фильм о стойком и мужественном преодолении ленинградцами суровых зимних месяцев блокады, но по своему сюжету «„Непобедимые“ всё-таки остались „Ленинградской осенью“».
Как документ времени киновед Ю. М. Хаютин ставил фильм выше получившего Сталинскую премию фильма «Она защищает Родину» 1943 года: «более последовательным в своём документализме был фильм „Непобедимые“. Снимавшийся в осаждённом Ленинграде, большей частью на натуре, он воссоздал образ города, вступившего в борьбу».
Отмечено, что исполнение главной роли Борисом Бабочкиным — известному по фильму «Чапаев» — было естественно, и актёр смог создать «образ Родионова — сильного, мужественного человека, талантливого инженера, разработавшего конструкцию нового мощного танка, раскрывал непоколебимую стойкость советских людей», значение его игры было приравнено к роли танков:

В поведении Б. Бабочкина — Родионова была одна особенность: он вынужден был повышать голос, чтобы пробиться к собеседнику сквозь усталость, а иногда и страх. Эта актёрская краска значила в фильме столько же, сколько хроникальные съёмки выхода танков из заводских ворот.— Киновед, кинокритик и историк кино Марк Ефимович Зак, 2004 г.